# Noddy Holder
Noddy Holder MBE (narozen jako Neville John Holder, 15. června 1946, v Newhall St, Walsall, West Midlands) je anglický muzikant a herec, který se proslavil hlavně jako zpěvák a kytarista glam/hardrockové skupiny Slade. Spolu s baskytaristou, houslistou a klávesistou Jimem Lea napsal spoustu písní pro Slade a také je známý svým charakteristickým zpěvem. Má hvězdu v Birmingham Walk of Stars (Broad Street, Birmingham).